# Klinglbach
Klinglbach is een plaats in de Duitse gemeente Sankt Englmar, deelstaat Beieren, en telt 60 inwoners (2007).